# Professional'nyj Basketbol'nyj klub CSKA 2013-2014
Questa voce raccoglie le informazioni riguardanti il Professional'nyj Basketbol'nyj klub CSKA nelle competizioni ufficiali della stagione 2013-2014.

## Stagione
La stagione 2013-2014 del Professional'nyj Basketbol'nyj klub CSKA è la 23ª nel massimo campionato russo di pallacanestro, la VTB United League.

## Roster
Aggiornato al 12 luglio 2019
| PBK CSKA Mosca 2013-14 | PBK CSKA Mosca 2013-14 |
| Giocatori              | Staff tecnico          |
| ---------------------- | ---------------------- |

| N. | Naz.                                    | Ruolo | Nome               | Anno | Alt.   | Peso   |  |
| -- | --------------------------------------- | ----- | ------------------ | ---- | ------ | ------ |  |
| 4  | Serbia (bandiera)                       | P     | Miloš Teodosić     | 1987 | 195 cm | 87 kg  |  |
| 5  | Serbia (bandiera)                       | AP    | Vladimir Micov     | 1985 | 201 cm | 101 kg |  |
| 6  | Moldavia (bandiera) · Russia (bandiera) | AG    | Aleksandr Gudumak  | 1993 | 203 cm | 110 kg |  |
| 7  | Russia (bandiera)                       | G     | Vitalij Fridzon    | 1985 | 194 cm | 81 kg  |  |
| 9  | Stati Uniti (bandiera)                  | P     | Aaron Jackson      | 1986 | 190 cm | 83 kg  |  |
| 11 | Stati Uniti (bandiera)                  | G     | Jeremy Pargo       | 1986 | 188 cm | 99 kg  |  |
| 12 | Serbia (bandiera)                       | C     | Nenad Krstić       | 1983 | 212 cm | 122 kg |  |
| 13 | Stati Uniti (bandiera)                  | AP    | Sonny Weems        | 1986 | 198 cm | 93 kg  |  |
| 14 | Russia (bandiera)                       | AP    | Aleksej Zozulin    | 1983 | 199 cm | 98 kg  |  |
| 18 | Russia (bandiera)                       | G     | Evgenij Voronov    | 1986 | 194 cm | 95 kg  |  |
| 20 | Russia (bandiera)                       | AG    | Andrej Voroncevič  | 1987 | 207 cm | 107 kg |  |
| 21 | Russia (bandiera)                       | C     | Grigorij Šuchovcov | 1983 | 211 cm | 102 kg |  |
| 24 | Russia (bandiera)                       | C     | Saša Kaun          | 1985 | 213 cm | 114 kg |  |
| 31 | Russia (bandiera)                       | AG    | Viktor Chrjapa (C) | 1982 | 203 cm | 101 kg |  |
| 42 | Stati Uniti (bandiera)                  | C     | Kyle Hines         | 1986 | 198 cm | 111 kg |  |

| Allenatore |
| - Ettore Messina |
| Assistente/i |
| - Evaldas Kandratavičius (fino al 19 novembre) - Dmitrij Šakulin - Dan Shamir Legenda - (C) Capitano - (IN) Inattivo - Infortunato |

## Mercato

### Sessione estiva
| Acquisti | Acquisti           | Acquisti         | Acquisti   | Acquisti |
| R.a      | Nome               | da               | Modalità   |          |
| -------- | ------------------ | ---------------- | ---------- | -------- |
| G        | Vitalij Fridzon    | Chimki           | definitivo |          |
| G        | Jeremy Pargo       | Free agent       | definitivo |          |
| C        | Kyle Hines         | Olympiakos       | definitivo |          |
| C        | Grigorij Šuchovcov | Lokomotiv Kuban' | definitivo |          |

| Cessioni | Cessioni             | Cessioni         | Cessioni       | Cessioni |
| R.       | Nome                 | a                | Modalità       |          |
| -------- | -------------------- | ---------------- | -------------- | -------- |
| GA       | Anton Ponkrašov      | Kr. Kryl. Samara | fine contratto |          |
| P        | Theodōros Papaloukas |                  | ritirato       |          |
| C        | Dmitrij Sokolov      | UNICS Kazan'     | fine contratto |          |
| C        | Zoran Erceg          | Galatasaray      | rescissione    |          |
| P        | Ivan Strebkov        | Avtodor Saratov  | prestito       |          |

### Dopo l'inizio della stagione
| Acquisti | Acquisti | Acquisti | Acquisti | Acquisti |
| R.       | Nome     | da       | Data     | Modalità |
| -------- | -------- | -------- | -------- | -------- |

| Cessioni | Cessioni        | Cessioni             | Cessioni        | Cessioni    |
| R.       | Nome            | a                    | Data            | Modalità    |
| -------- | --------------- | -------------------- | --------------- | ----------- |
| G        | Evgenij Voronov | Zenit S. Pietroburgo | 23 gennaio 2014 | rescissione |